# Nephrotoma javana
Nephrotoma javana är en tvåvingeart som först beskrevs av Christian Rudolph Wilhelm Wiedemann 1821.  Nephrotoma javana ingår i släktet Nephrotoma och familjen storharkrankar. Inga underarter finns listade i Catalogue of Life.